# Euphorbia albipollinifera

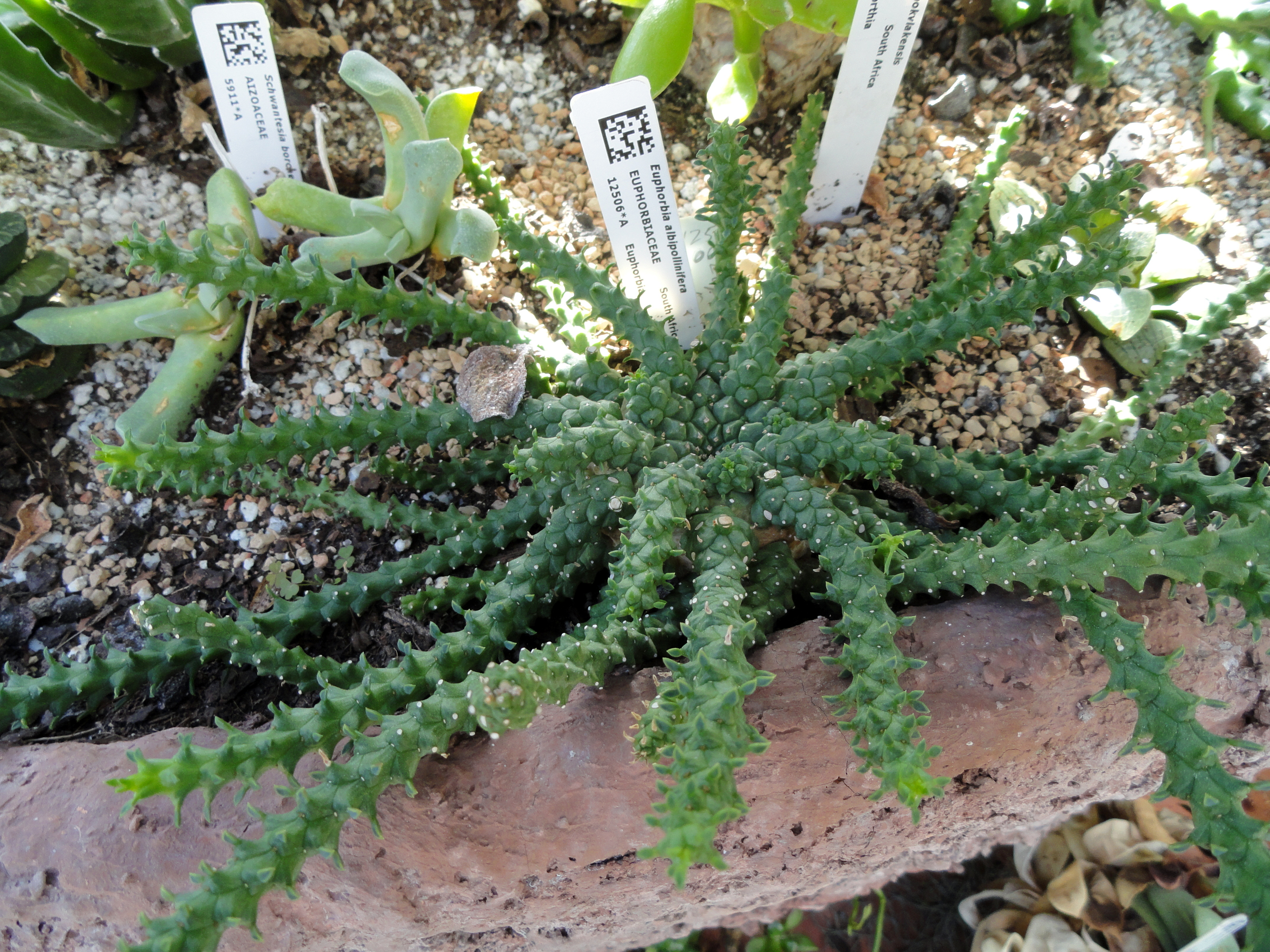
Euphorbia albipollinifera im Gewächshaus des Smith College, Northampton, Massachusetts

Euphorbia albipollinifera ist eine Pflanzenart aus der Gattung Wolfsmilch (Euphorbia) in der Familie der Wolfsmilchgewächse (Euphorbiaceae). Das Epitheton der Art leitet sich von den reinweißen Pollen ab.

## Beschreibung
Die sukkulente Euphorbia albipollinifera ist eine Medusenhaupt-Euphorbie. Ihr Hauptspross ist abgeflacht kugelförmig von 22 bis 30 mm Durchmesser, welcher teilweise im Boden verborgen ist und mit zahlreichen flachen sechseckigen Blattpolstern mit weißen Blattnarben versehen ist.
Die wenigen Zweige sind um einen Scheitel verteilt und werden bis zu 7,5 cm lang und erreichen einen Durchmesser von einem Zentimeter. Sie sind an der Basis vergrößert und besitzen spiralig angeordnete warzige Podarien.
Ihre Blätter sind rudimentär und kurzlebig.
Die einzelnen Cyathien sind bis 20 mm lang gestielt. Die Stiele sind verholzend, jedoch nicht dornenförmig. Deren Involucra sind glockenförmig, werden bis zu 7,5 mm im Durchmesser und sind grün mit roten Streifen. 
Ihr Nektarium ist fast kreisrund und tief konkav, es ist bräunlich und wird im Alter grün.
Im sterilen Zustand ist Euphorbia albipollinifera der Art Euphorbia gorgonis ähnlich, jedoch besitzt diese spitzkegelige Podarien und ihre Cyathien sind ungestielt.

## Verbreitung und Systematik
Euphorbia albipollinifera ist in der südafrikanischen Provinz Ostkap verbreitet.
Die Erstbeschreibung der Art erfolgte 1985 durch Leslie Charles Leach.